# オーディ・マーフィ
オーディ・レオン・マーフィ（Audie Leon Murphy 1924年6月20日 - 1971年5月28日）は、アメリカの軍人、映画俳優。第二次世界大戦中にはアメリカ陸軍の軍人として多数の勲章を受章し、1945年7月16日のLIFE誌で「最多受章兵士」("Most Decorated Soldier")として表紙を飾ったことにより有名になった。戦後は映画俳優に転じ、20年以上にわたり44本の映画に出演した。またカントリー・ミュージックの作曲家としても成功を収めている。
西部戦線における17ヶ月の勤務の間、彼はアメリカにおける最高級軍事勲章である名誉勲章を受章したほか、フランスやベルギーを始めとした諸外国からのものも含めて32つの勲章等を受章している。また1955年に公開された自伝的映画『地獄の戦線』(To Hell and Back)は、1949年に出版された同名の著書に基づいている。
1971年、航空事故によって46歳でこの世を去った。彼は軍葬をもってアーリントン国立墓地に葬られた。

## 第二次世界大戦まで

### 幼少期
オーディ・レオン・マーフィは貧しいアイルランド系移民の小作人の父エメット・ベリー・マーフィ（1886年2月20日 - 1976年9月20日）と母ジョージ・ベル（旧姓キリアン 1891年 - 1941年）の元、テキサス州ハント郡キングストンに生まれた。彼はテキサス州のファーマーズビル、グリーンビル、セレステなどの農場で幼少期を過ごした。彼は12人兄弟の六男だったが、兄弟のうち2人は成人前に死去している。
オーディはセレステの小学校に通っていた。しかし1936年には父が失踪した為に5年生で中退し、家族の生活を支えるべく近隣の綿花農場で日給1ドルで働いた。またこの頃、オーディは家族の食料を得る為にウサギ狩りや鳥撃ち、リス撃ちなどの小物狩猟を行い、ライフルの腕が非常に上達したのだという。狩猟仲間だったダイヤル・ヘンリーがオーディに「君は何だろうと撃ち損ねたことなんてないな」と話しかけた時には「そうだとも、僕が撃ち損ねたら、家族は何も食べるものがないんだから」と答えた。1941年5月23日、オーディの17歳の誕生日1ヶ月前に母が死去する。その後、彼はグリーンビルの雑貨店やガソリンスタンドを経て、ラジオ修理店で働くようになった。同年末には兄弟の暮らしも厳しくなり、オーディは兄や既婚者の姉コリーヌらとの話し合いを経て、末の3人を孤児院に引き渡した。この3人の兄弟は第二次世界大戦後に再び兄弟の下に返された。

### 入隊
オーディは長年軍人に憧れを抱いていた。1941年12月7日の真珠湾攻撃後には軍に志願しようとしたものの、未成年であった為に志願は受け付けられなかった。
1942年6月、オーディの17歳の誕生日の後、姉コリーヌはオーディが18歳に見えるからと誕生日を誤魔化して彼が志願できるように取り計らった。回顧録「To Hell and Back」でもこの誤魔化しに基づいた年齢が記されており、後に彼の誕生年に関する議論が起こることになる 。
オーディは再び志願したものの、身長166cm体重50kgと小柄だった為、当初志願した海兵隊と陸軍落下傘部隊では共に体格不足を理由に受付を拒否されている。海軍でも体重不足を理由に拒否され、最終的には陸軍に入隊してテキサス州グリーンビルのウォルターズ駐屯地に配属されて基礎訓練を積んだ。密集訓練の最中に気絶した折には当時の中隊長から料理人学校への転属を勧められているが、オーディはそれでも戦闘員として軍務に着きたい旨を訴えた。基礎訓練の13週間後にはメリーランド州のミード駐屯地に配属され、歩兵として高度な訓練を積んだ。

### 戦争へ

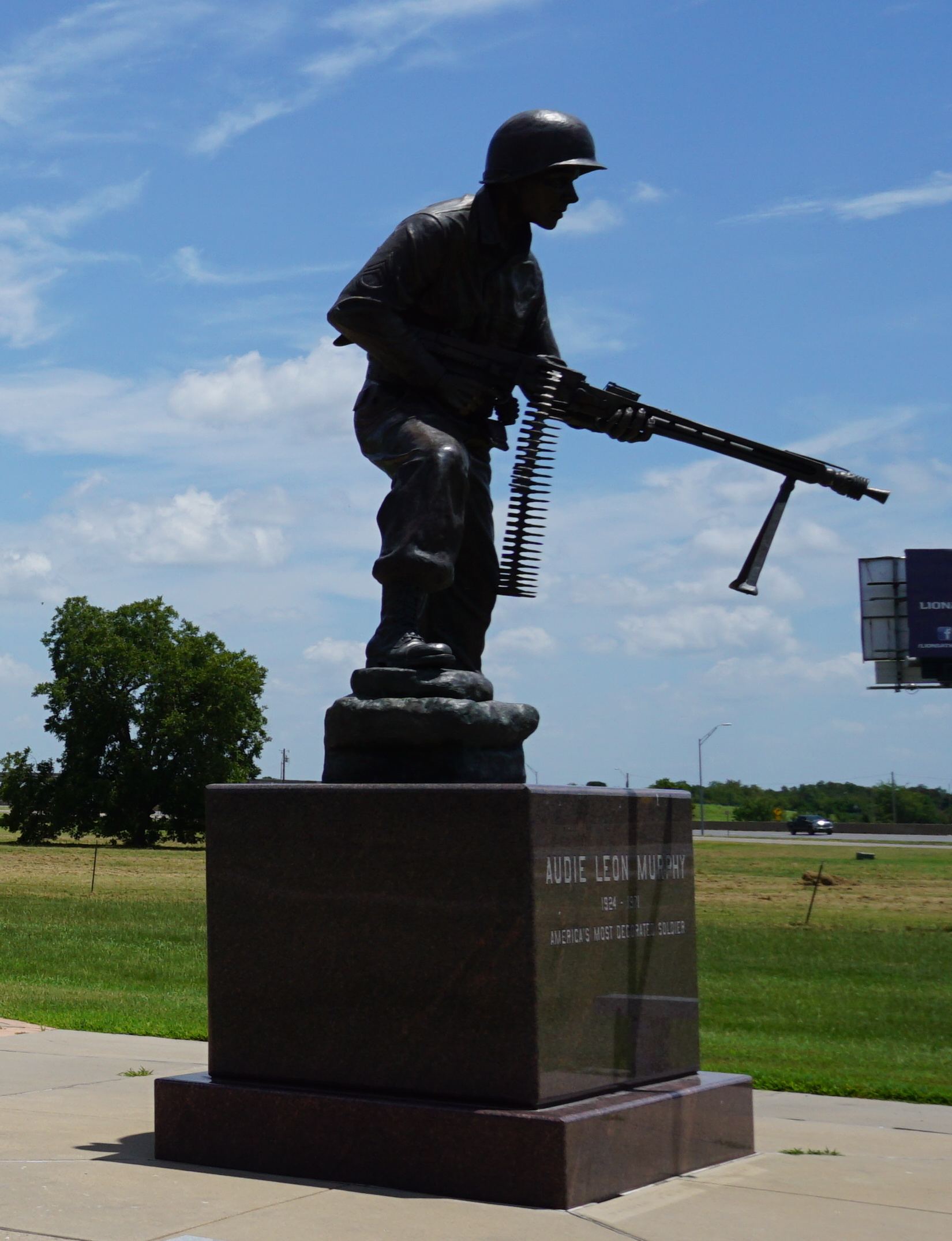
ドイツ軍から奪った機関銃を抱えるマーフィの像

マーフィは自らを海外の戦場に送り出すべく、各方面への熱心な働きかけを行った。1943年初頭、彼は第3歩兵師団第15歩兵連隊第1大隊ベーカー中隊第3小隊の一員として、モロッコのカサブランカへと送り出された。アフリカ戦線では実戦に参加することは無かったが、第3師団が執り行った大規模な演習に参加した。1943年7月10日、アメリカ軍によるシチリア侵攻(ハスキー作戦)が始まる。これがマーフィの初陣となった。到着後まもなくして、彼は馬に乗って逃亡中であったイタリア軍の将校2名を追跡した上で殺害し、この功績から伍長(corporal)への昇進を果たす。シチリアでは何度かマラリアを発症して軍病院に入院している。
シチリアの占領後、第3師団はイタリア本土侵攻に参加する。1943年9月、師団はサレルノ付近に上陸した。夜間パトロールを率いていたマーフィはドイツ兵と遭遇し、石切り場にてこれを待ち伏せしたという。マーフィのパトロール隊を追跡してきたドイツ軍の分隊は、機関銃とライフルの銃撃で足止めされた。マーフィは最終的に3人のドイツ兵を殺害し、また数人を捕虜とした。これを含めたサレルノでの功績から、マーフィは軍曹(Sergent)に昇進した。
彼はイタリアでの従軍中に軍人として優れた素質を発揮した。それはアンツィオ上陸やヴォルトゥルノ川における戦いなどに見られる。またイタリア戦線ではその技能と勇敢さから、いくつかの記章や勲章を受けている。
1944年8月15日、第3師団はドラグーン作戦に参加、南フランスへ上陸した。その後まもなく、マーフィの親友であったラッティ・ティプトン(自伝ではブランドンの名前で登場する)が戦死する。ラッティは降伏の意思を示していたはずのドイツ軍機銃座に接近した折、射殺されたのである。この騙し討ちに激怒したマーフィは機銃座に詰めていたドイツ兵を皆殺しにし、機銃座から持ち出した機関銃と手榴弾を用いて、周囲のドイツ軍陣地に攻撃を加えた。この行動のため、マーフィは殊勲十字章(Distinguished Service Cross)を受けている。
フランスで戦った7週間の間、第3師団は4500名もの死傷者を出している。数週間後、彼は更なる英雄的行動を示した為に銀星章(Silver Stars)を2度受章している。これに伴いマーフィは二等軍曹(staff sergeant)から小隊先任軍曹(Platoon Sergent)に昇進を果たしている。その後も野戦昇進を重ね、最終的には少尉(second lieutenant)として小隊長の任についている。少尉昇進の12日後、腰を狙撃され負傷し10週間の療養を命じられた。部隊復帰から数日後の1945年1月25日には中隊長となるが、昇進当日に迫撃砲による攻撃を受けて再び負傷した。

#### 名誉勲章の受章
1月26日、気温は-10℃を、積雪は61cmを記録した。この日、師団はホルツヴィアでドイツ軍の激しい抵抗に直面しており、マーフィの中隊もその戦力を128人から19人までに減じていた。やがて彼は生き残った兵士を後方に逃がす為、M1カービンを片手にドイツ軍を銃撃し続けた。持ちうる銃弾の全てを使い切ると、彼は爆発炎上して放棄されたM10戦車駆逐車に飛び乗り、砲塔上の.50口径機銃を使ってドイツ兵への銃撃を再開した。この時、ドイツ兵の分隊がわずか30mの距離まで迫っていたという。彼は戦いながらも野戦電話を用いて砲撃要請を行う事に成功したが、その際に足を撃たれてしまった。決して軽度の負傷ではないにもかかわらず、マーフィは砲撃までの時間を稼ぐべくさらに戦い続けた。野戦指揮所が砲撃を受けて電話回線が切断されると、ようやくマーフィも撤退した。その後、マーフィはすぐに生き残った兵士らと合流すると部隊を再編成して反攻に移り、ホルツヴィアからドイツ軍を駆逐する事に成功したのである。この戦功によって、マーフィは名誉勲章を授与された。

## 軍人としての受章歴

### 名誉勲章の勲記
マーフィの名誉勲章の勲記には、次のように記されている。：
この戦いでマーフィは6輌の戦車を破壊し、またおよそ240名のドイツ兵を殺傷した上でより多くを負傷ないし捕虜にしたとされている。彼は名誉勲章以外に殊勲十字章(Distinguished Service Cross)、2つの銀星章、レジオン・オブ・メリット、2つの銅星章、3つの名誉戦傷章を受章している。マーフィはまた、北アフリカ、シチリア、イタリア、フランス、ドイツの5戦線で戦った為、銀星戦闘章付欧州・アフリカ・中東従軍勲章を受章しており、4つの銅星戦闘章にはシチリア及び南イタリアにおける2度の上陸を示す銅の矢じりが付されていた。さらにフランス戦線に従軍していた折、マーフィは第3歩兵師団および第15歩兵連隊の一員として、2度の大統領殊勲を受けている。

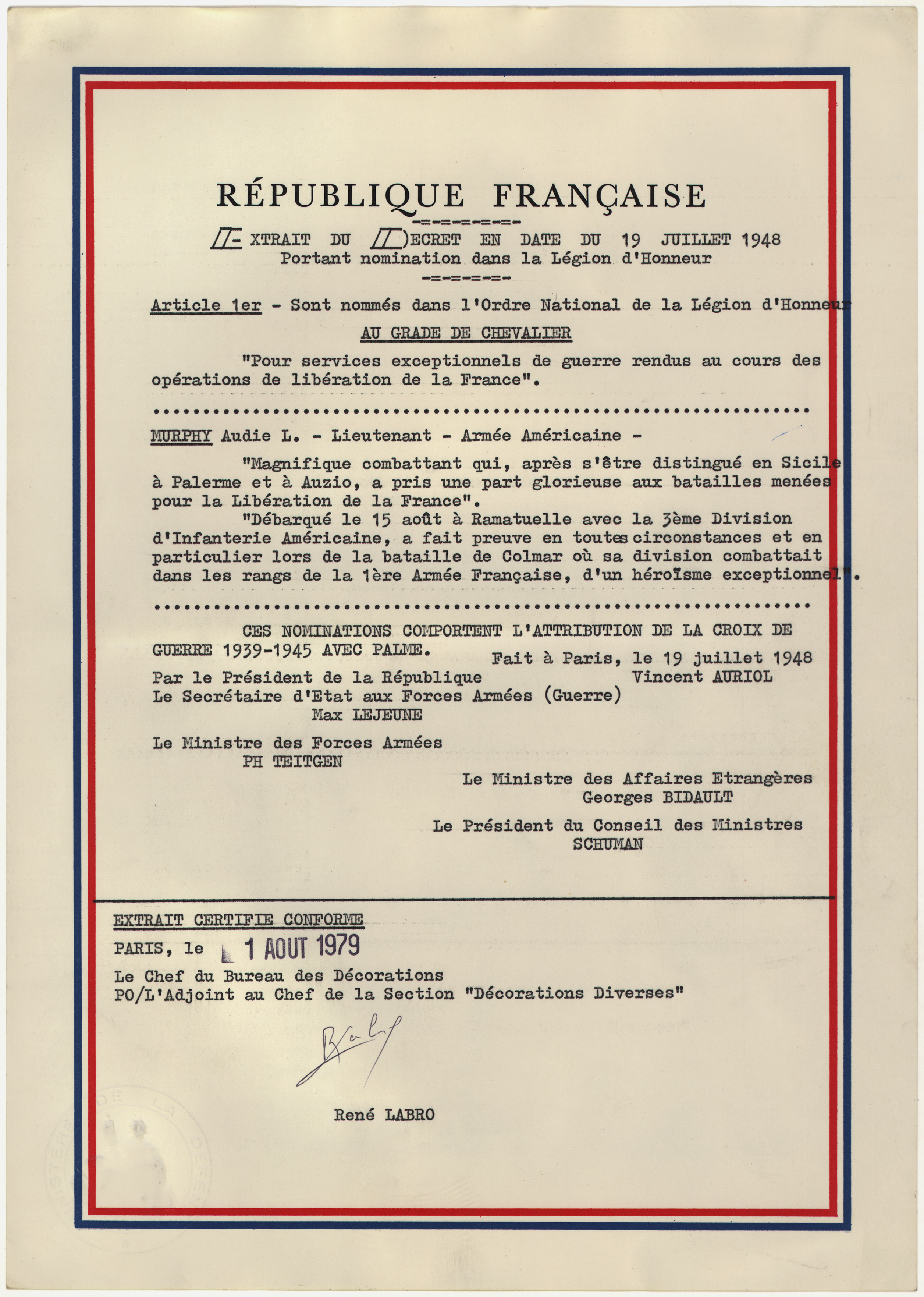
マーフィがレジオンドヌール勲章を受章した際の勲記

フランス政府はマーフィに対してレジオンドヌール勲章シュヴァリエ級を授与している。また2つの戦功章(Croix de guerre)をフランスから、椰子葉付1940年戦功章(Croix de guerre 1940 Palm)をベルギーから受章している。その他に戦闘歩兵記章(Combat Infantryman Badge)も受章している。彼は29ヶ月間を海外の戦地で過ごし、また2年間を第3歩兵師団の戦闘員として過ごしたが、それでもなお21歳未満であった。
1945年6月初頭、ドイツ降伏の1か月後、彼は英雄として故郷テキサスを凱旋し、パレードと宴会の後にスピーチを行った。1945年8月17日、マーフィはサン・アントニオのサム・ハウストン駐屯地にて陸軍中尉として予備役に編入され、1945年9月21日にアメリカ陸軍を除隊した。
1945年7月16日、マーフィは「最も勲章を受けた兵士」(most decorated soldier)としてLIFE誌の表紙を飾った。朝鮮戦争終結後の1950年7月、マーフィはテキサス州軍第36歩兵師団に入隊する。ただし、この師団は戦闘に参加しないものと定められている。その後、1966年に少佐として州軍を除隊した。
彼が実際に受けた勲章および記章はダラス・スコットランド・ライト・テンプル博物館および第15歩兵連隊のチャイナ・ルーム展示室にて展示されている。

### 受章歴
マーフィは軍人として、次の様な勲章を受けた。
| アメリカの勲章                                                                  | |
|                                                                                 | 名誉勲章(Medal of Honor) |
|                                                                                 | 殊勲十字章(Distinguished Service Cross) |
| Bronze oak leaf cluster                                                         | 銅柏葉付銀星章(Silver Star with one bronze oak leaf cluster)                                                                                               |
|                                                                                 | レジオン・オブ・メリット(Legion of Merit) |
| V · Bronze oak leaf cluster                                                     | Vデバイス・銅柏葉付銅星章(Bronze Star with Valor device and oak leaf cluster)                                                                              |
| Bronze oak leaf cluster · Bronze oak leaf cluster                               | 二重銅柏葉付名誉戦傷章(Purple Heart with two bronze oak leaf clusters)                                                                                     |
|                                                                                 | 陸軍優秀民間従軍記章(Army Outstanding Civilian Service Medal)                                                                                              |
|                                                                                 | 陸軍善行章(Army Good Conduct Medal) |
| Bronze oak leaf cluster                                                         | 銅柏葉付殊勲部隊章(Presidential Unit Citation with oak leaf cluster)                                                                                       |
|                                                                                 | アメリカ従軍記章 |
| Arrowhead · Silver star · Bronze star · Bronze star · Bronze star · Bronze star | 九重従軍星章・銅矢じり章付ヨーロッパ・アフリカ・中東戦役従軍章(European-African-Middle Eastern Campaign Medalwith arrowhead device and nine service stars) |
|                                                                                 | 第二次世界大戦戦勝記念章 |
|                                                                                 | 占領軍記章ドイツ章(Army of Occupation Medal with Germany Clasp)                                                                                            |
|                                                                                 | 予備軍年功記章(Armed Forces Reserve Medal) |
| 海外勲章                                                                        | |
|                                                                                 | レジオンドヌール勲章シュヴァリエ級(French Legion of Honor - Grade of Chevalier) - フランス                                                                 |
| Silver star                                                                     | 銀星付第二次世界大戦戦功十字章(Croix de guerre with Silver Star) - フランス                                                                                |
|                                                                                 | 椰子葉付第二次世界大戦戦功十字章(Croix de guerre with Palm) - フランス                                                                                     |
|                                                                                 | フランス解放メダル(French Liberation Medal) - フランス |
|                                                                                 | 椰子葉付1940年戦功十字章(Croix de guerre with 1940 Palm) - ベルギー                                                                                        |
|                                                                                 | 戦功十字章用フラジェール(Fourragère in Colors of the Croix de guerre) - フランス                                                                           |
| 米軍記章類                                                                      | |
|                                                                                 | 戦闘歩兵記章(Combat Infantryman Badge) |
|                                                                                 | 小銃章付二級射手記章(Marksman Badge with Rifle Component Bar)                                                                                              |
|                                                                                 | 銃剣章付特級射手記章(Expert Badge with Bayonet Component Bar)                                                                                              |

### 階級
| 階級                        | 日付           | 所属                                                 |
| --------------------------- | -------------- | ---------------------------------------------------- |
| 二等兵(Private)             | 1942年6月30日  | アメリカ陸軍(Army of the United States)              |
| 上等兵(Private First Class) | 1943年5月7日   | アメリカ陸軍                                         |
| 伍長(Corporal)              | 1943年7月15日  | アメリカ陸軍                                         |
| 軍曹(Sergeant)              | 1943年12月13日 | アメリカ陸軍                                         |
| 二等軍曹(Staff Sergeant)    | 1944年1月13日  | アメリカ陸軍                                         |
| 少尉(Second Lieutenant)     | 1944年10月14日 | アメリカ陸軍                                         |
| 中尉(First Lieutenant)      | 1945年2月16日  | アメリカ陸軍                                         |
| 中尉(First Lieutenant)      | 1945年8月21日  | 予備役将校団(Officers Reserve Corps)                 |
| 大尉(Captain)               | 1950年6月14日  | テキサス州兵(Texas National Guard)                   |
| 大尉(Captain)               | 1950年10月19日 | 州兵(National Guard of the United States)            |
| 少佐(Major)                 | 1956年2月14日  | テキサス州兵                                         |
| 少佐(Major)                 | 1956年2月14日  | 州兵                                                 |
| 少佐(Major)                 | 1966年11月8日  | 予備役陸軍(United States Army Reserve)               |
| 少佐(Major)                 | 1969年5月22日  | 退役済予備役陸軍(United States Army Retired Reserve) |

## 映画俳優として

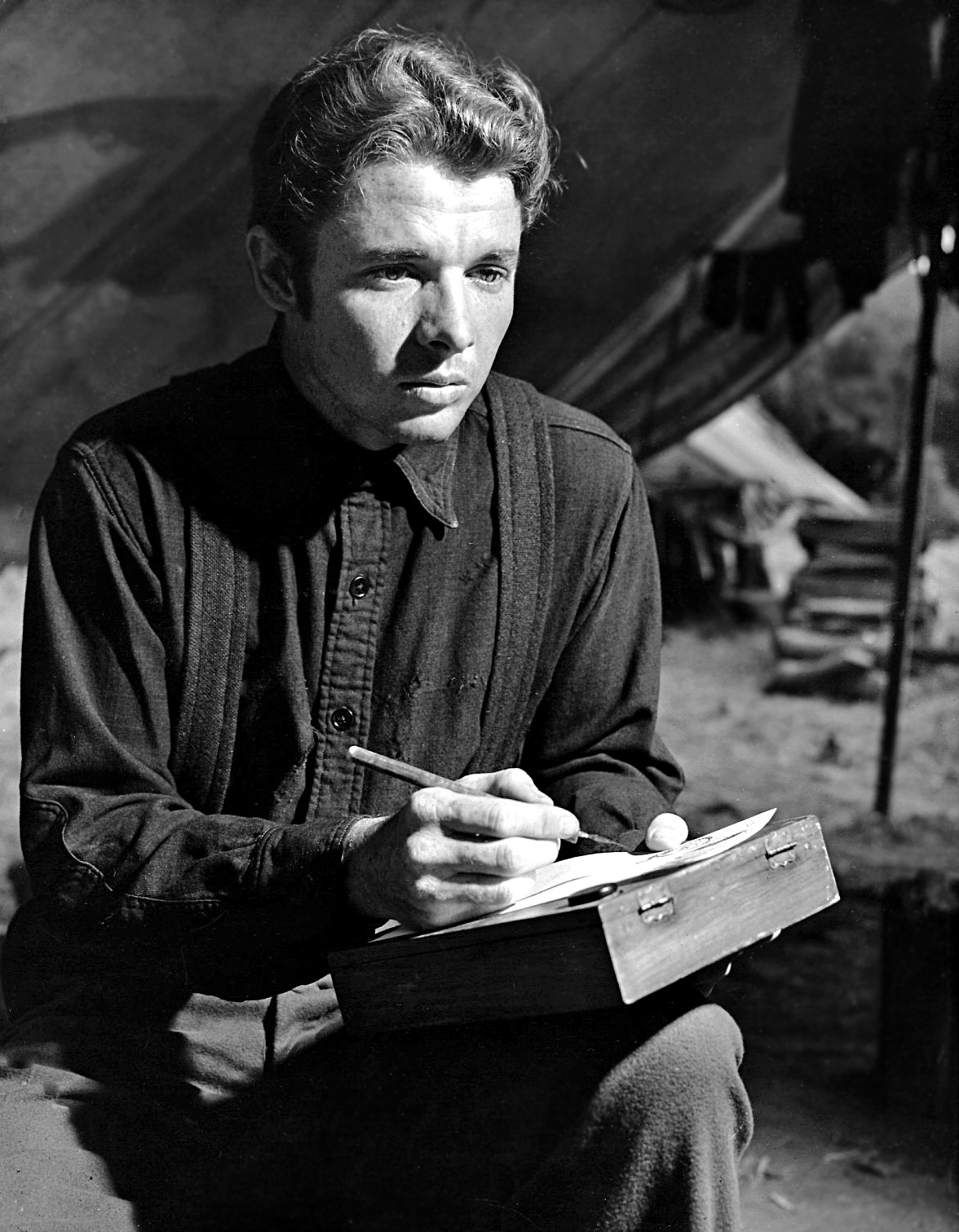
映画『勇者の赤いバッヂ』(1951)より

1945年9月、オーディはジェームズ・キャグニーによってハリウッドへ招かれた。キャグニーは7月16日のLIFEを見て、オーディにスターとしての素質があると考えたのである。しかしそれから数年間は仕事に恵まれず、友人テリー・ハントが所有するジムに寝泊まりしていたという。1948年、ようやく『Texas, Brooklyn and Heaven』及び『栄光は消えず』にて端役として出演を果たす。1949年、3度めの出演になる『与太者時代』にて初めて主演を務めた。
また1951年にはスティーヴン・クレインによる南北戦争を題材とした戦記小説『赤い武功章』の映画化作品『勇者の赤いバッヂ』にて主演を果たした。一方で自伝『To Hell and Back』の映画化作品『地獄の戦線』にて自分を演じる事については消極的だったという。1959年、西部劇映画『No Name on the Bullet』にて主演を務める。彼が演じた殺し屋は作中における悪役でもあったが、非常に人気が高かった。

### 最初の主演映画
第二次世界大戦の終結に伴い帰国したマーフィは、姉コリーヌと夫ポーランド・バーンズとその3人の子の為にテキサス州ファーマーズビルに家を購入した。母の死後に孤児院に預けていた3人の兄弟も当初はこの家で暮らす事になっていたものの、合計6人の子供の世話をする事は難しいとして結局はマーフィが引き取っている。戦後、多くの宣伝に参加したにもかかわらず、マーフィは中々俳優としての仕事にありつけず、徐々に生活は困窮し始めた。この為に孤児院から引き取った末妹は兄家族の元で暮らす事になった。その後、マーフィはテキサス州コーペラス・コーブに大牧場を持つ慈善団体バラエティ・クラブ会員のジェームズ・"スキッパー"・チェリーと親交を持ち、そこで働き始めた。
バラエティ・クラブは映画『与太者時代』に出資していた。この映画の制作に携わっていたテキサス劇場の幹部ポール・ショートはマーフィに何らかの大きな役割を与えたいと思っていた。スクリーンテストの評判は良好だったものの、アライド・アーティスツの社長が演技経験の少なさを理由に彼の主演を拒否した。これに対してチェリーらバラエティ・クラブ会員やショートらテキサス劇場幹部はオーディが主演しなければ出資を取りやめると宣言したのである。これにより『与太者時代』はマーフィを主演として撮影され、マーフィの演技がハリウッドにて評価されるきっかけとなった。『与太者時代』公開後、マーフィはユニバーサル・ピクチャーズと7年間の出演契約を結んだ。

### 初期の出演作
ユニバーサル・ピクチャーズ所属後の初出演は『テキサスから来た男』(1950年)でのビリー・ザ・キッド役であった。『テキサスから来た男』がヒットした為、マーフィはその後も『シエラ』、『命知らずの男』『Gunsmoke』など多くの西部劇に出演した。MGMの元では『勇者の赤いバッヂ』に出演したものの、興行的に成功したとは言い難い。この時期にはジョン・ヒューストン、ドン・シーゲル、バッド・ベティカーなどの監督とよく仕事をした。

### 自伝的映画『地獄の戦線』

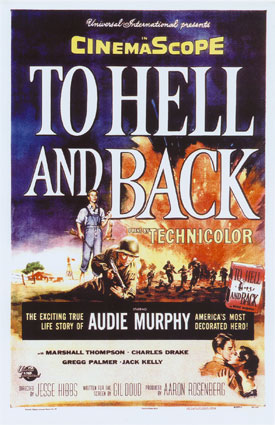
映画『地獄の戦線』のポスター。

1949年に出版されたマーフィの自伝『To Hell and Back』は当時のアメリカで全国的なベストセラーとなった。この本はマーフィの友人でもあった作家デヴィッド・"スペック"・マクルーア(David "Spec" McClure)がゴーストライターとして代筆したものである。自伝を作成するにあたってマーフィは自らの戦歴を口述したが、「英雄的に書いて欲しくはない」として自らが受けた数々の勲章に関してはほとんど語らず、その一方で戦友たる小隊員らの技術や勇気、献身を賞賛したという。
1955年、この自伝は『地獄の戦線』(原題：To Hell and Back)として映画化され、この中でマーフィは自らを演じた。当初、彼は自らの従軍経験を換金していると思われる事を恐れ、出演に対し非常に消極的だった。この為、当初マーフィ役にはトニー・カーティスが予定されていた。『地獄の戦線』は当時の一般的なハリウッド製戦争映画と異なり、実際にマーフィが経験した戦いと同様にマーフィを除くほとんどの兵士が負傷・戦死し、マーフィの小隊は彼を残して全滅してしまう。またマーフィが名誉勲章を受け取るシーンでは、戦友たちの幽霊も姿を見せる。
『地獄の戦線』はおよそ1000万ドルの興行収入を記録し、ユニバーサルスタジオ43年歴史上最大のヒット作となった。スティーヴン・スピルバーグの『ジョーズ』に抜かれるまで、この成績はユニバーサル・スタジオにおける最高記録として保持され続けた。
オーディ・マーフィの長男で当時4歳だったテリーは、幼き日のマーフィの弟ジョセフ・プレストン・"ジョー"・マーフィの役で出演している 。
映画の導入部ではウォルター・ベデル・スミス元陸軍大将も出演している。スミスは第二次世界大戦中にドワイト・D・アイゼンハワー将軍の参謀長を務めた人物である。1975年にはハロルド・B・シンプソンによる伝記『Audie Murphy, American Soldier』が出版されている。

### 様々な役へ
『地獄の戦線』での成功を経て、マーフィは西部劇以外の映画にも出演するようになっていった。例えば兵隊コメディ映画『東京特ダネ部隊』やボクシング映画『World in My Corner』などである。この頃にはドン・シーゲルやジョン・ハストンなど著名な監督と仕事をすることも増えてきた。ただし、この時期に制作された映画の多くはいずれも大ヒットとはいかず、以後マーフィは再び低予算西部劇における唯一のスターとして扱われていくことになる。

### 1960年代
1960年代は映画俳優として最も不遇な時期であった。マーフィは映画への出演を続けたが、それらは大抵三流の低予算西部劇であって、著名な監督や共演者と仕事をすることもほとんどなかった。その後の数年、マーフィはコロンビア及びアライドとは距離を取り、ユニバーサルの元で仕事を続けるようになり、以後はヨーロッパでいくつかの映画に出演した。最後の映画出演は、西部劇映画『A Time for Dying』へのカメオ出演だった。

### フィルモグラフィ
- Texas, Brooklyn and Heaven (1948)
- 栄光は消えず（英語版） (1948)
- 与太者時代（英語版） (1949)
- テキサスから来た男（英語版） (1950)
- シエラ (1950)
- 命知らずの男 (1950)
- 勇者の赤いバッヂ（英語版） (1951)
- シマロン・キッド (1952)
- 抜き射ち二挺拳銃 (1952)
- Gunsmoke (1953)
- Column South (1953)
- 早射ち無宿（英語版） (1953)
- 荒野の追跡（英語版） (1954)
- Drums Across the River (1954)
- 野郎！拳銃で来い（英語版） (1954)
- 地獄の戦線 (1955)
- World in My Corner (1956)
- Walk the Proud Land (1956)
- 東京特ダネ部隊（英語版） (1957)
- 赤い連発銃（英語版） (1957) – also produced
- 夜の道 (1957)
- 静かなアメリカ人 (1958)
- Ride a Crooked Trail (1958)
- 裏切りの密輸船（英語版） (1958)
- No Name on the Bullet (1959)
- The Wild and the Innocent (1959)
- Cast a Long Shadow (1959) – also produced
- 許されざる者 (1960)
- Hell Bent for Leather (1960)
- 情無用の拳銃（英語版） (1960)
- 四人の無頼漢（英語版） (1961)
- 流血島の決戦（英語版） (1961)
- 六頭の黒馬 (1962)
- 地獄の対決（英語版） (1963)
- 連邦保安官（英語版） (1963)
- 第八高地突撃隊（英語版） (1963) – ナレーター
- クイック・ガン（英語版） (1964)
- 無法者！墓場へ行け！（英語版） (1964)
- 大襲撃（英語版） (1964)
- 手錠の男（英語版） (1965)
- ガンポイント（英語版） (1966)
- The Texican (1966)
- Trunk to Cairo (1966)
- 無法のライフル（英語版） (1967)
- A Time for Dying (1969) – also produced

## パーソナル

### 戦後の病気
戦後、マーフィは鬱病や不眠症、そして戦争経験による悪夢に苛まれていた。彼は眠る時、必ず枕の下に銃弾を込めた拳銃を忍ばせていたという。最初の妻であるワンダ・ヘンドリクスはこれらの症状からしばしばマーフィと衝突し、拳銃を突きつけられたこともあった。
マーフィは常に退役軍人らの代弁者たる立場を取っていた。その為、自分を含めた多くの退役軍人を苦しめていながら当時公に語られる事は少なかった戦闘ストレス反応および戦闘に基づくPTSDに関する議論を引き起こした。さらにマーフィは退役軍人を代表し、戦闘が軍人の精神に及ぼす影響の研究や治療の為の医療保護をアメリカ政府に求めたのである。

### 家族
マーフィは1949年に女優ワンダ・ヘンドリクスと結婚したが1951年に離婚している。その後、元スチュワーデスのパメラ・アーチャーと結婚し、2人の子供テレンス・マイケル・"テリー"・マーフィとジェームズ・シャノン・"スキッパー"・マーフィをもうけた。2人ともマーフィの親友テリー・ハントとジェームズ・"スキッパー"・チェリーに因んだ命名である。

### 金銭のトラブル
マーフィは俳優として、またグレート・ウェスタン・アームズ社の協同経営者の1人として莫大な利益を得ていたが、派手なギャンブル癖があった為に人生のほとんどの期間を貧しく暮らした。ある友人によれば、マーフィーはギャンブルを通じて300万ドルを失ったという。

### 殺人未遂と裁判
1970年7月、マーフィはカリフォルニア州バーバンクにて犬の訓練士だったDavid Gofsteinに対する殺意を含む暴行に関する起訴を受けた 。裁判は1970年10月に開廷したが、最終的にマーフィ側の正当防衛が認められ無罪判決が下された。

### 死去

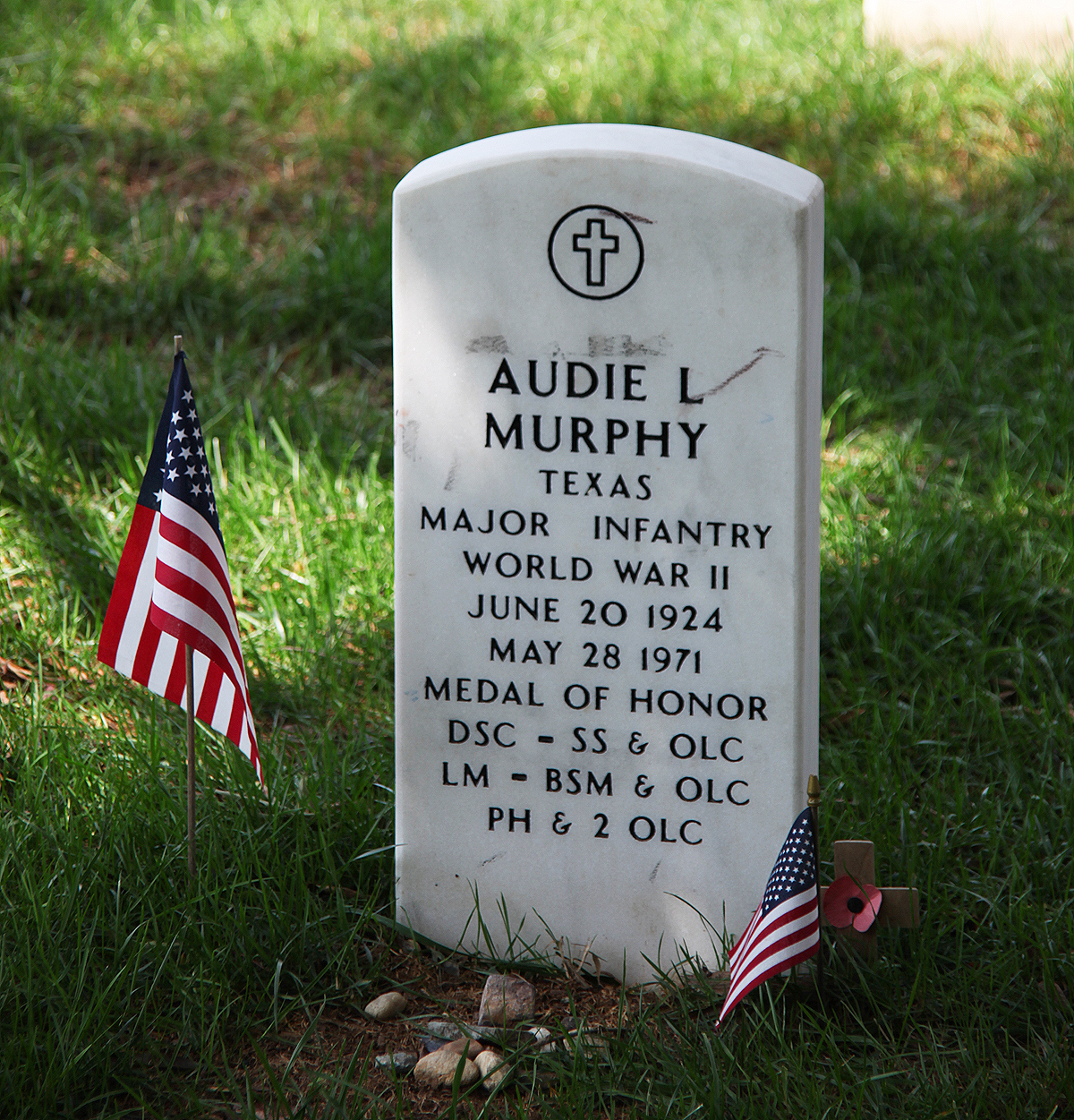
アーリントン国立墓地にあるマーフィの墓碑

1971年5月28日、航空機がバージニア州カタウバ付近でロアノークから20マイルの位置にあるブラシ・マウンテンの山中に墜落するという事故が起こった。当時、天候は非常に荒れており雨や霧の為に視界が悪かったという。この事故でマーフィを含む乗客5名とパイロットの合計6名が死亡した。墜落したのはエアロコマンダー 500という双発機で、パイロットは民間パイロットのライセンスを有し飛行時間は8,000時間を超えていたとされるが、能力の評価証明書は持っていなかった。墜落機は1971年5月31日に回収された。1975年にはマーフィの未亡人と2人の子供に対して250万米ドルの損害賠償の支払いが行われている。

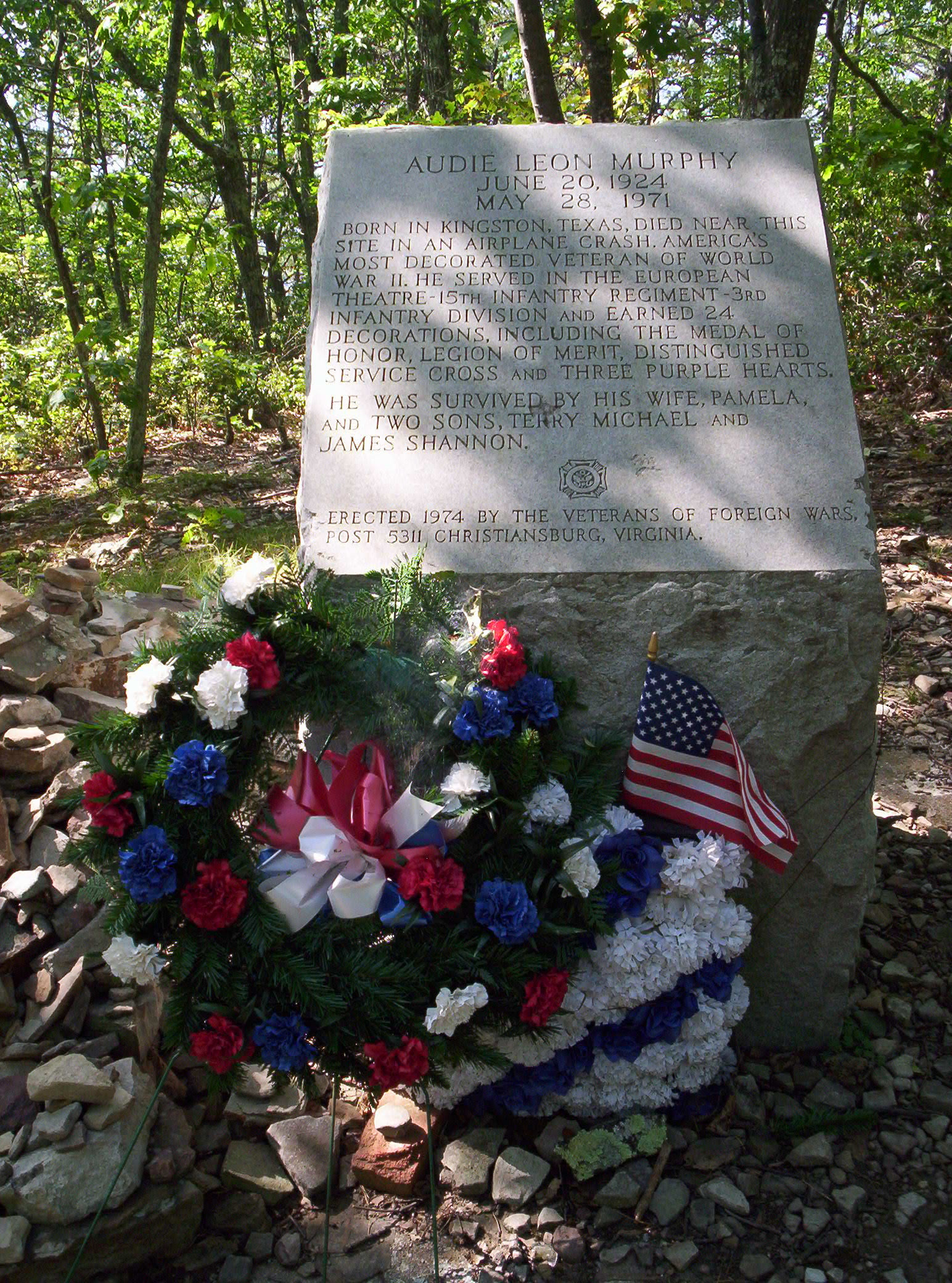
墜落地点に設けられたマーフィの記念碑

1974年、事故現場から程近い北緯37度21分52秒 西経80度13分33秒 / 北緯37.364554度 西経80.225748度の地点にマーフィの記念碑が設置された。
1971年6月7日、マーフィは最高級の軍葬をもってアーリントン国立墓地に葬られた。葬儀の政府側代表は著名な第二次世界大戦復員兵の1人で、後に大統領となるジョージ・H・W・ブッシュ元大尉であった。マーフィの墓はジョン・F・ケネディ大統領の墓に次いで2番目に訪問者の多い墓だとされる。
通常、名誉勲章受章者の墓碑は金箔で装飾される事が習わしとなっているが、マーフィの墓碑にはそれがない。これはマーフィは生前に「ごく普通の兵士」として葬られる事を望んでいた為である。墓碑には次のように刻まれている。
Audie L. Murphy, Texas. Major, Infantry, World War II. June 20, 1924 to May 28, 1971. Medal of Honor, DSC, SS & OLC, LM, BSM & OLC, PH & 2 OLC.
オーディ・L・マーフィ、テキサス出身。少佐、歩兵、第二次世界大戦。1924年6月24日 - 1971年5月28日。名誉勲章、殊勲十字章、柏葉付銀星章、レジオン・オブ・メリット、柏葉付銅星章、二重柏葉付名誉戦傷章
銀星章などに付されている柏葉は複数回受章を意味する。当時少尉だったマーフィはレジオン・オブ・メリットを受章した数少ない下級将校の1人であった。通常、レジオン・オブ・メリットは中佐以上の階級でなければ授与されない。
その後、マーフィが死亡した航空機事故に関する議論が起こった。事故直前の1971年4月、マーフィは友人だった全米トラック運転手組合総裁ジミー・ホッファの釈放を求める訴えを起こしている。ホッファは1964年に不正な資金洗浄などに関与したとして有罪判決を受け収監されていた。マーフィと共にホッファの釈放を求める運動を行なっていたアーサー・イーガンは、マーフィの死が単なる事故では無かったのではないかと疑っている旨を語っている。ただし、ホッファはマーフィの死からおよそ7ヶ月後に釈放されており、法医学的にもマーフィの事故とホッファ事件の関与を示す証拠は残されていない。